# Rotböhl
Der Rotböhl, auch Rottböll oder Rotböll genannt, ist ein FFH-Gebiet am Ostrand der Gemarkung Gräfenhausen, Stadt Weiterstadt, im Landkreis Darmstadt-Dieburg in Südhessen. Gleichzeitig ist er ein flächenhaftes Naturdenkmal mit den zwei Teilflächen „Großer und Kleiner Rottböll“. Die späteiszeitliche Flugsanddüne wurde in der Vergangenheit durch Sandabbau und Beackerung fast vernichtet.

## Lage
Die Sanddüne Rotböhl liegt im Naturraum Untermainebene, Hegbach-Apfelbach-Grund. Das Schutzgebiet befindet sich etwa 750 Meter östlich von Siedlungsrand von Gräfenhausen und grenzt direkt südlich an das Gewerbegebiet „Am Rotböhl“ an. Es besteht aus dem nördlichen „Großen Rotböhl“ und dem südlichen „Kleinen Rotböhl“. Die Gesamtfläche beträgt 4,233 Hektar. Die Düne liegt auf einer Meereshöhe von 113 bis 118 Meter.

## Geologie
Der Rotböhl gehört zu dem etwa 10 Kilometer breiten Gürtel aus Flugsanddünen, der sich zwischen Darmstadt und Rastatt erstreckt. Die kalkhaltigen Sande wurden am Ende der letzten Kaltzeit angeweht.

## Schutzgründe
Der Rotböhl stellt den Rest der größten erhaltenen kalkhaltigen Flugsanddüne der Untermainebene dar. Er weist ausgesprochen gut erhaltene Sandrasen mit Blauschillergrasfluren und subkontinentalen Steppenrasen auf. Diese schutzwürdigen Biotope sind in Deutschland nur noch an wenigen Stellen zu finden und sollen erhalten, gefördert und entwickelt werden.

## Geschichte
Der Name Rotböhl bedeutet „gerodeter Hügel“. Der Rotböhl wurde bereits 1610 als Weinberg urkundlich erwähnt. Im Ersten Weltkrieg diente die Düne als militärisches Übungsgelände. Von 1933 bis 1935 wurden für den Bau der Reichsautobahn 135.000 Kubikmeter Sand von der Nordseite abgetragen.
Teile des Dünengebietes wurden am 10. Mai 1938 als flächenhaftes Naturdenkmal „Großer Rott-Böll“ geschützt. Mit Verordnung vom 31. März 1950, veröffentlicht am 30. April 1950, wurde das Naturdenkmal vergrößert und mit den Teilflächen „Großer Rottböll“ und „Kleiner Rottböll“ ausgewiesen. Die Umgebung des Naturdenkmals war ab Dezember 1956 ein Landschaftsschutzgebiet, bereits im November 1963 wurde dieses wieder gelöscht. 1964 wurde das Naturdenkmal im Norden um 1,8 Hektar verkleinert, weil diese Flächen durch die Gemeinde Gräfenhausen als Industriegebiet ausgewiesen wurden. Der mittlere Bereich des Schutzgebietes wurde noch nach 1978 landwirtschaftlich genutzt. Nach dem Ende der ackerbaulichen Nutzung wurden 1982 dort Samen aus dem Naturschutzgebiet „Griesheimer Sand“ ausgesät.
Seit dem 16. Januar 2008 ist das Naturdenkmal in identischer Abgrenzung als FFH-Gebiet 601-7303 „Rotböhl“ geschützt.

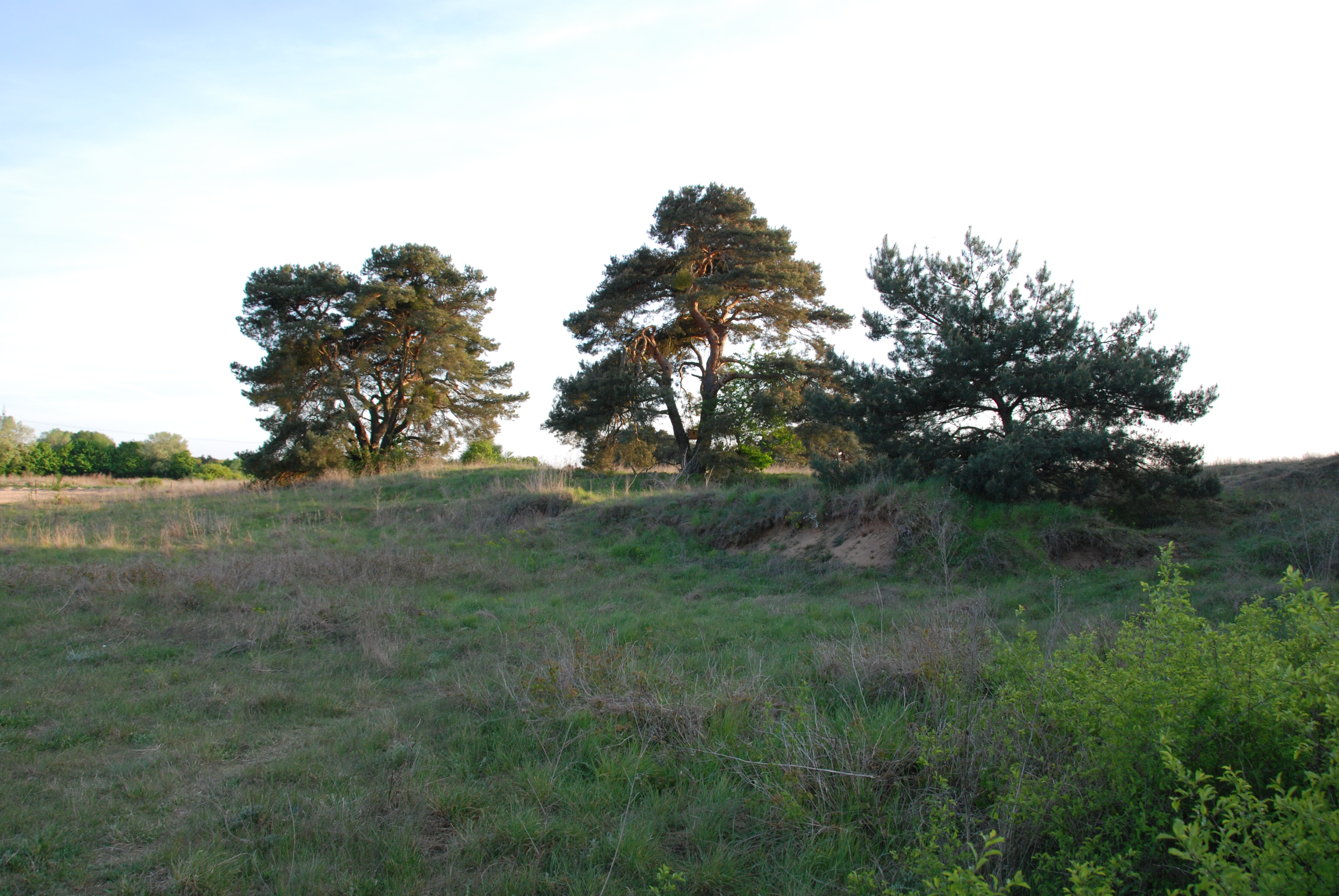
Großer Rotböhl (2017)
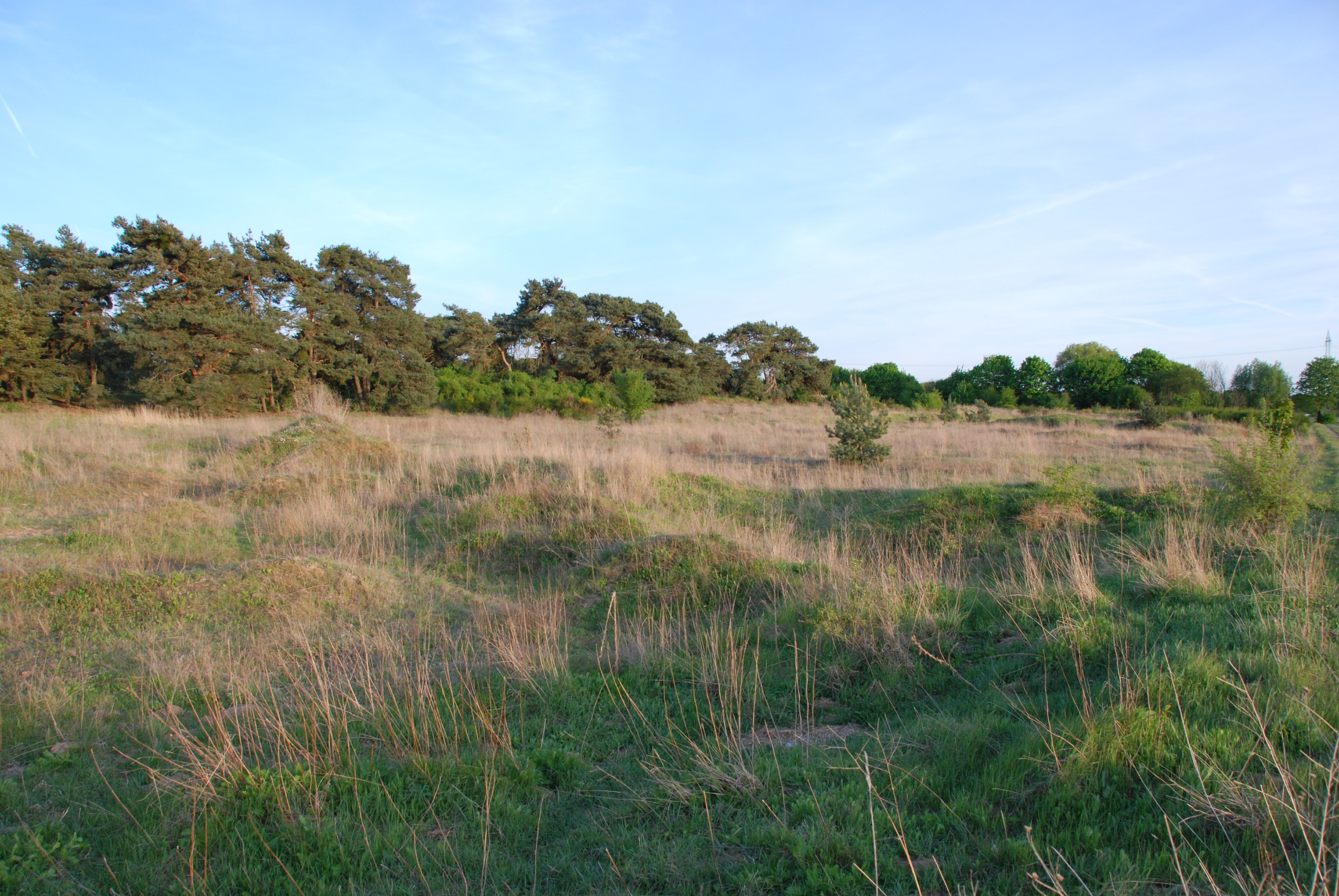
Kleiner Rotböhl (2017)

## Flora und Fauna
Die Vegetation umfasst Pionierstadien, Sandrasen, Brachestadien und lockere Kiefernbestände. Die schutzwürdigen Lebensraumtypen sind Steppenrasen (LRT 6240), Offene Grasflächen mit Silbergras und Straußgras auf Binnendünen (LRT 2330) und Subkontinentale basenreiche Sandrasen (LRT 6120). Hier wachsen unter anderem  Sand-Strohblume, Ohrlöffel-Leimkraut, Platterbsen-Wicke, Steppen-Wolfsmilch, Blaugrünes Schillergras, Zwerg-Schneckenklee, Sand-Lieschgras, Kegelfrüchtiges Leimkraut, Sand-Thymian, Früher Ehrenpreis, Kugel-Lauch, Karthäuser-Nelke, Sand-Sommerwurz, Berg-Haarstrang, Duft-Skabiose, Aufrechter Ziest und Haar-Pfriemengras. Auch Badener Rispengras und Sand-Radmelde werden genannt.
Die Flora und Fauna des Rotböhls wird seit Jahrzehnten wissenschaftlich untersucht. So wurden hier zahlreiche seltene Pilzarten aufgefunden.
Es wurden 15 Schneckenarten nachgewiesen, darunter die gefährdeten Arten Dreizahn-Vielfraßschnecke, Gemeine Heideschnecke und Gestreifte Heideschnecke. Die Blauflüglige Ödlandschrecke, Gefleckte Keulenschrecke, Westliche Beißschrecke und Weinhähnchen besiedeln die Düne. Mehr als 100 Käferarten wurden erfasst. Unter den Schmetterlingen fallen Himmelblauer  Bläuling, Kleiner Sonnenröschen-Bläuling, Schachbrett und Wolfsmilchschwärmer auf.

## Pflegemaßnahmen
Seit 1981 existieren Pflegepläne, um den Dünenzug offen zu halten. Die Sandrasen werden durch Esel beweidet oder durch Mahd gepflegt, außerdem wird das Aufkommen von Gehölzen eingeschränkt.